# Sega Hikaru
Sega Hikaru es una placa de arcade creada por Sega destinada a los salones arcade.

## Descripción
El Sega Hikaru fue lanzada por Sega en 1999.
Posee dos procesadores Hitachi SH-4 de 128 bit RISC con funciones gráficas corriendo a 200 MHz., y tiene dos procesadores de sonido ARM7 Yamaha AICA @ 45 MHz.
En esta placa funcionaron 6 títulos.

## Especificaciones técnicas

### Procesador
- 2x Hitachi SH-4 de 128 bit RISC con funciones gráficas corriendo a 200 MHz., 360 MIPS / 1.4 GFLOPS
- Memoria Ram del sistema: 64 Mb
- Memoria ROM de la placa: máximo 352 Mb.

### Audio
- 2x ARM7 Yamaha AICA @ 45 MHz with internal 32-bit RISC CPU, 64 channel ADPCM
  - Memoria: 8 Mb

### Video
- Sega Custom 3D  
  - 28 Mb de Ram
  - Geometría: 2 millones de polígonos/sec
  - Resolución de video: 496x384 a 24 kHz, 640x480 a 31 kHz
  - Más de 16 millones de colores
  - Soporta 2 monitores a 24 kHz

## Lista de videojuegos
- Air Trix (2001)
- Brave FireFighters (1999)
- Cyber Troopers Virtual-On Force (2001)
- NASCAR Arcade (2000)
- Planet Harriers (2000)
- Star Wars Racer Arcade (2000)